# Craspedophyllum rugosum
Craspedophyllum rugosum là một loài rêu trong họ Orthotrichaceae. Loài này được (Grout) Grout mô tả khoa học đầu tiên năm 1946.